# Hiawassee
Hiawassee város az USA Georgia államában, Towns megyében, melynek megyeszékhelye is. Lakosainak száma 981 fő (2020. április 1.).

## Népesség
A település népességének változása:
| Lakosok száma | 104  | 810  | 880  | 981  |
|               | 1880 | 2000 | 2010 | 2020 |